# Jean-Claude Izzo
Jean-Claude Izzo (ur. 20 czerwca 1945 w Marsylii, zm. 26 stycznia 2000 tamże) – francuski poeta, prozaik, dziennikarz i scenarzysta.

## Życiorys
Jego ojciec był włoskim imigrantem, a dziadek od strony matki – hiszpańskim. W czasach swojej szkolnej edukacji, w swoim wolnym czasie, pisał opowiadania i poematy. Z powodu swojego statusu imigranta uczęszczał do technikum, gdzie został nauczony obsługi tokarki.
W 1963 rozpoczął pracę w księgarni. Uczestniczył też w pokojowym ruchu katolickim – Pax Christi. Później w 1964 otrzymał powołanie do wojska. Swoją służbę odbył w Tulonie, a także w Dżibuti. Pracował w wojskowej gazecie jako fotograf i dziennikarz.
Izzo wydał kilka tomików poezji. Osiągnął jednak sławę jako prozaik w połowie lat 90. XX w., pisząc trylogię (zwaną "trylogią marsylską"), na którą składają się: "Total Cheops" (1995), "Szurmo" (1996) i "Solea" (1996). Wszystkie trzy książki – wydane m.in. w polskim tłumaczeniu Maryny Ochab – są powieściami detektywistycznymi poświęconymi Marsylii, ukochanemu miastu pisarza.
W 2002 na podstawie "Total Cheops" powstał wyreżyserowany przez Alaina Bévériniego film z Richardem Bohringerem, a cała trylogia została zrealizowana jako serial telewizyjny z Alainem Delonem.

## Twórczość

### Powieści
Trylogia marsylska
- 1995: Total Cheops (2005, Warszawa, W.A.B., Mroczna Seria)
- 1996: Szurmo (2006, Warszawa, W.A.B., Mroczna Seria)
- 1998: Solea (2007, Warszawa, W.A.B., Mroczna Seria)

#### Inne powieści
- 1997: Les Marins perdus (Paryż, Flammarion; wydanie, Paris, J'ailu, 1998)
- 1999: Le Soleil des mourants (Paryż, Flammarion)

### Zbiór nowel
- 1998: Vivre fatigue, ilustracje Joëlle Jolivet (Paryż, Librio noir), zawiera również	Chien de nuit

### Poezja
- 1970: Poèmes à haute voix (Paryż, Éd. P.J. Oswald)
- 1972: Terres de feu (Paryż, P.J. Oswald)
- 1974: État de veille (Paryż, P.J. Oswald)
- 1975: Braises, Brasiers, Brûlures (wiersze ilustrowane E. Damofli)
- 1975: Paysage de femme (Guy Chambelland)
- 1976: Le Réel au plus vif (Guy Chambelland)
- 1997: Loin de tous rivages, ilustracje Jacques	Ferrandez (Nicea, Éd. du Ricochet ; wydanie, Paris, Librio)
- 1999: L'Aride des jours (Nicea, Éd. du Ricochet; wydanie, Paris, Librio)
- 1999: Un temps immobile (Paryż, Filigrane Éditions)

### Inne publikacje
- 1978: Clovis Hugues, un rouge du Midi (Mareille, Jeanne Laffitte)
- 2000: Marseille (Paryż, Éd. Hoëbeke)